# Lista de peixes mesofóticos do Brasil
| Família         | Nome cíentifico               | Distribuição nativa | Distribuição mesofótica brasileira |
| --------------- | ----------------------------- | --- | --- |
| Serranidae      | Anthias asperilinguis         | Atlântico Ocidental, Venezuela, Guianas e nordeste do Brasil, incluindo o sul do Caribe.                                                                        | Arquipélago de Fernando de Noronha. |

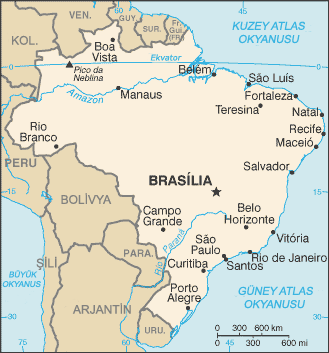

| Apogonidae      | Apogon pseudomaculatus        | Atlântico Ocidental, Golfo do México até o sul do Brasil, incluindo Antilhas e ilhas oceânicas.                                                                 | Arquipélago de Fernando de Noronha. |
| Trachichthyidae | Aulotrachichthys argyrophanus | Sudoeste do Atlântico, norte do Brasil. | Foz do Rio Amazonas e Arquipélago de Fernando de Noronha. |
| Balistidae      | Balistes capriscus            | Oceano Atlântico, Golfo do México e Caribe até a Argentina, incluindo o Mar Mediterrâneo e a costa ocidental da África.                                         | Arquipélago de Fernando de Noronha. |
| Serranidae      | Choranthias salmopunctatus    | Atlântico Central, endêmico do Arquipélago de São Pedro e São Paulo, Brasil.                                                                                    | Arquipélago de São Pedro e São Paulo. |
| Pomacentridae   | Chromis jubauna               | Sudeste do Atlântico, endêmico do Brasil. | Laje de Santos, Ilha da Queimada Grande, Ilha de Alcatrazes, Arquipélago das Três Ilhas, Cabo Frio e Arraial do Cabo.                                          |
| Pomacentridae   | Chromis multilineata          | Atlântico Ocidental, Flórida e Texas (EUA) incluindo o Mar do Caribe até o Brasil. Atlântico Oriental, Ilhas de Santa Helena e Ascensão até a ilha de São Tomé. | Arquipélago de São Pedro e São Paulo, incluindo outras ilhas oceânicas.                                                                                        |
| Pomacentridae   | Chromis scotti                | Atlântico Ocidental, sul da Flórida, EUA e Mar do Caribe até o norte do Brasil.                                                                                 | Arquipélago de Fernando de Noronha. |
| Pomacentridae   | Chromis vanbebberae           | Atlântico Ocidental, Bahamas, Bermuda e Mar do Caribe até o estado de São Paulo, Brasil.                                                                        | Espirito Santo, Rio de Janeiro, São Paulo, Atol das Rocas, Arquipélago de São Pedro e São Paulo, Arquipélago de Trindade e Arquipélago de Fernando de Noronha. |
| Macrouridae     | Coelorinchus sp.              | Desconhecido. | Arquipélago de São Pedro e São Paulo. |
| Holocentridae   | Corniger spinosus             | Atlântico Ocidental e Oriental, Carolina do Sul, EUA, até o estado do Rio de Janeiro, Brasil, incluindo a Ilha de Santa Helena e Cabo Verde.                    | Arquipélago de Fernando de Noronha e Arquipélago de São Pedro e São Paulo.                                                                                     |
| Syngnathidae    | Cosmocampus profundus         | Atlântico Ocidental, antigamente conhecido apenas no leste da Flórida, EUA e no oeste do Caribe.                                                                | Conhecido apenas no Arquipélago de Fernando de Noronha. |
| Labridae        | Decodon puellaris             | Atlântico Ocidental, sul da Flórida, EUA, entre as Antilhas e Suriname até o nordeste do Brasil.                                                                | Fernando de Noronha. |
| Pomacanthidae   | Holacanthus ciliaris          | Atlântico Ocidental, Flórida, EUA, até o Brasil. Incluindo o Golfo do México e o arquipélago de São Pedro e São Paulo, no Atlântico Central.                    | Arquipélago de São Pedro e São Paulo, incluindo outras ilhas oceânicas.                                                                                        |
| Kyphosidae      | Kyphosus bigibbus             | Circumglobal antitropical, Indo-Pacífico e Atlântico, Mar do Caribe. Mar Vermelho e África do Sul, até a Austrália e o sul do Japão para a Polinésia.           | Fernando de Noronha. |
| Kyphosidae      | Kyphosus cinerascens          | Indo-Pacífico e Atlântico, Mar Vermelho e a costa oriental da África até o Havaí. No Atlântico é apenas conhecido no nordeste do Brasil.                        | Fernando de Noronha. |
| Kyphosidae      | Kyphosus vaigiensis           | Circumtropical, incluindo o Mar Mediterrâneo. | Fernando de Noronha. |
| Lutjanidae      | Lutjanus buccanella           | Atlântico Ocidental, Carolina do Norte, EUA, e Bermudas até Trindade e Tobago e nordeste do Brasil.                                                             | Fernando de Noronha. |
| Moridae         | Physiculus sp.                | Desconhecido. | Arquipélago de São Pedro e São Paulo |
| Chaetodontidae  | Prognathodes guyanensis       | Atlântico Ocidental, conhecido em várias localidades nas Índias Ocidentais e indo ao sul até o estado de São Paulo, Brasil.                                     | Fernando de Noronha, ilhas oceânicas do estado do Rio de Janeiro e Laje de Santos.                                                                             |
| Chaetodontidae  | Prognathodes obliquus         | Atlântico Central, endêmico do Arquipélago de São Pedro e São Paulo, Brasil.                                                                                    | Arquipélago de São Pedro e São Paulo. |
| Serranidae      | Pronotogrammus martinicensis  | Atlântico Ocidental, Flórida, EUA, Bermudas e Antilhas até o estado do Rio Grande do Sul, Brasil.                                                               | Fernando de Noronha e ilhas oceânicas. |
| Serranidae      | Pseudogramma gregoryi         | Atlântico Ocidental, sul da Flórida, EUA, Bahamas e norte da América do Sul (Brasil, Colômbia e Venezuela).                                                     | Fernando de Noronha. |
| Gobiidae        | Psilotris sp.                 | Desconhecido. | Fernando de Noronha. |
| Scorpaenidae    | Scorpaena sp.                 | Desconhecido. | Fernando de Noronha. |
| Synodontidae    | Synodus sp.                   | Desconhecido. | Fernando de Noronha. |
| Serranidae      | Tosanoides aphrodite          | Atlântico Central, endêmico do Arquipélago de São Pedro e São Paulo, Brasil.                                                                                    | Arquipélago de São Pedro e São Paulo. |
| Serranidae      | Tosanoides sp.                | Desconhecido. | Fernando de Noronha. |

## Galeria

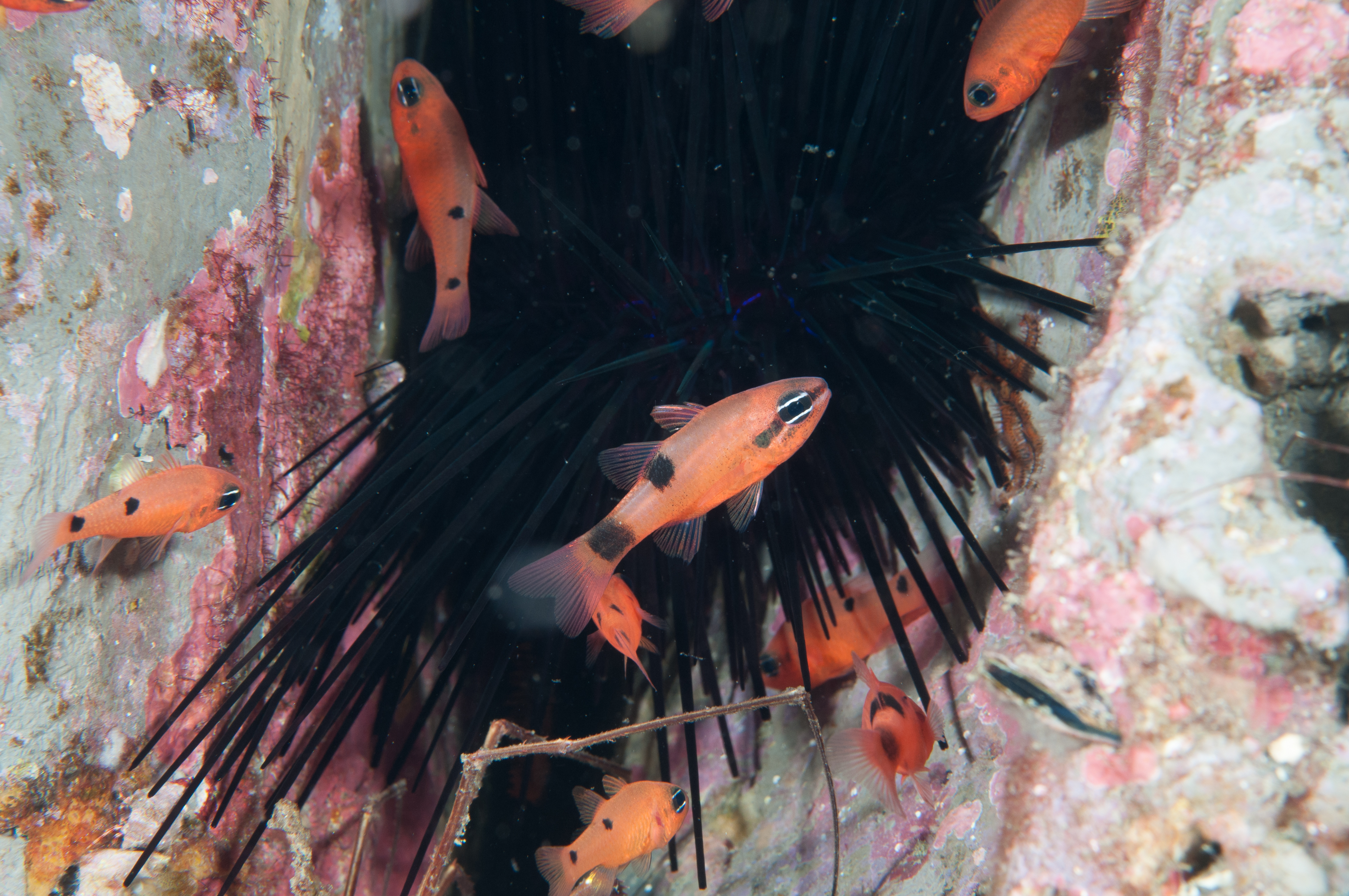
Apogon pseudomaculatus
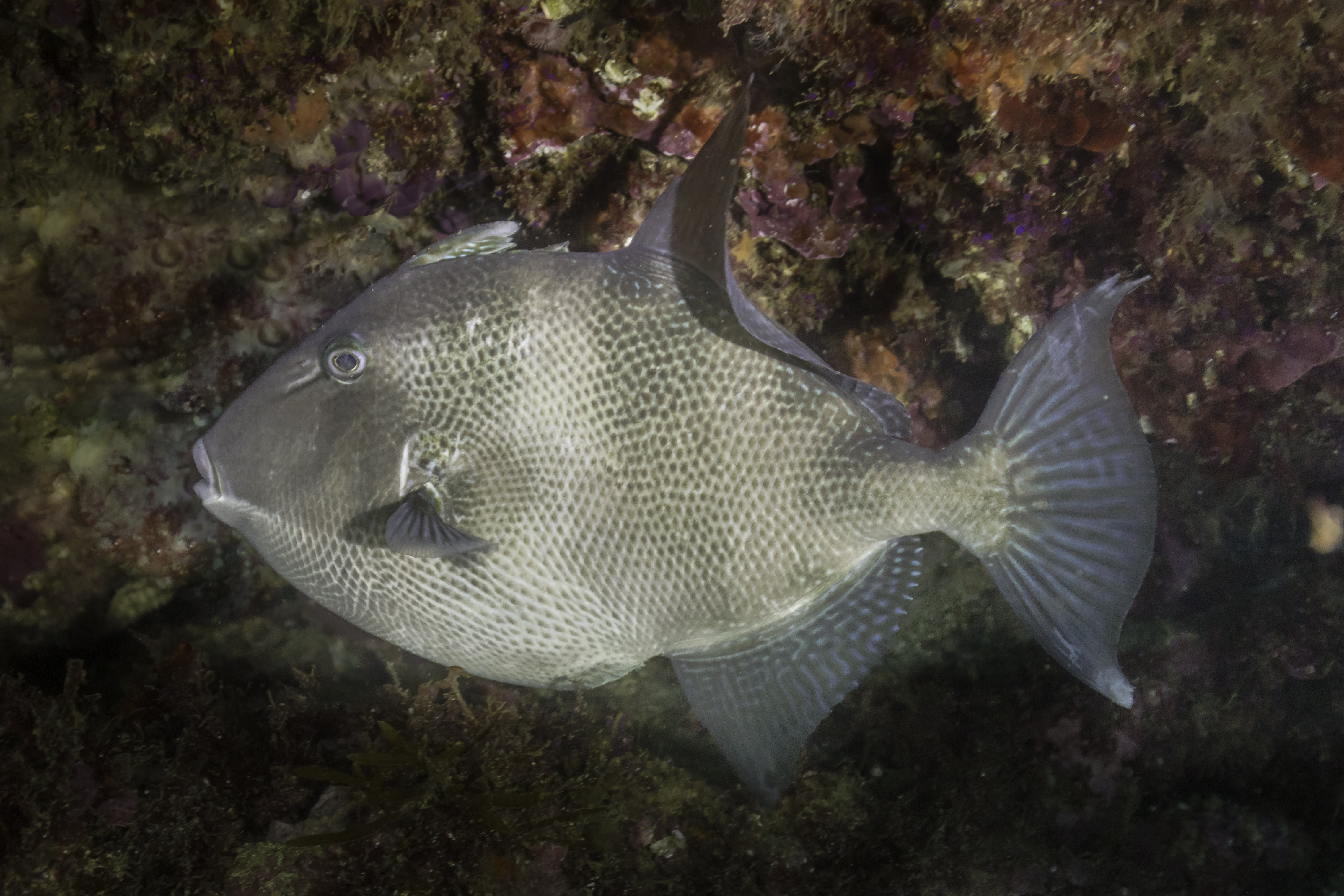
Balistes capriscus
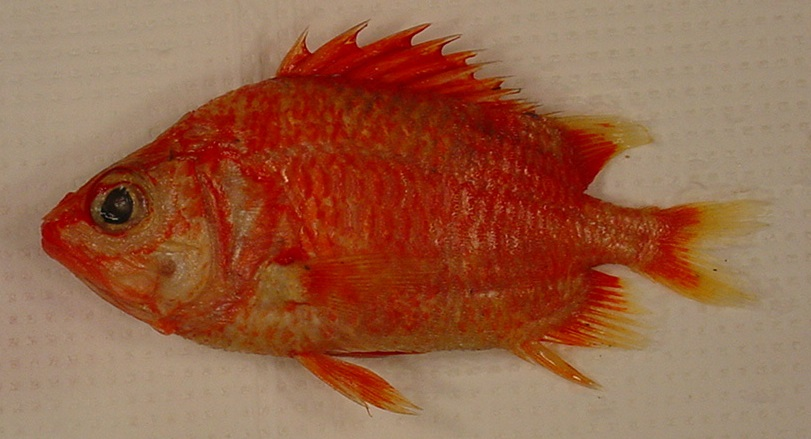
Corniger spinosus
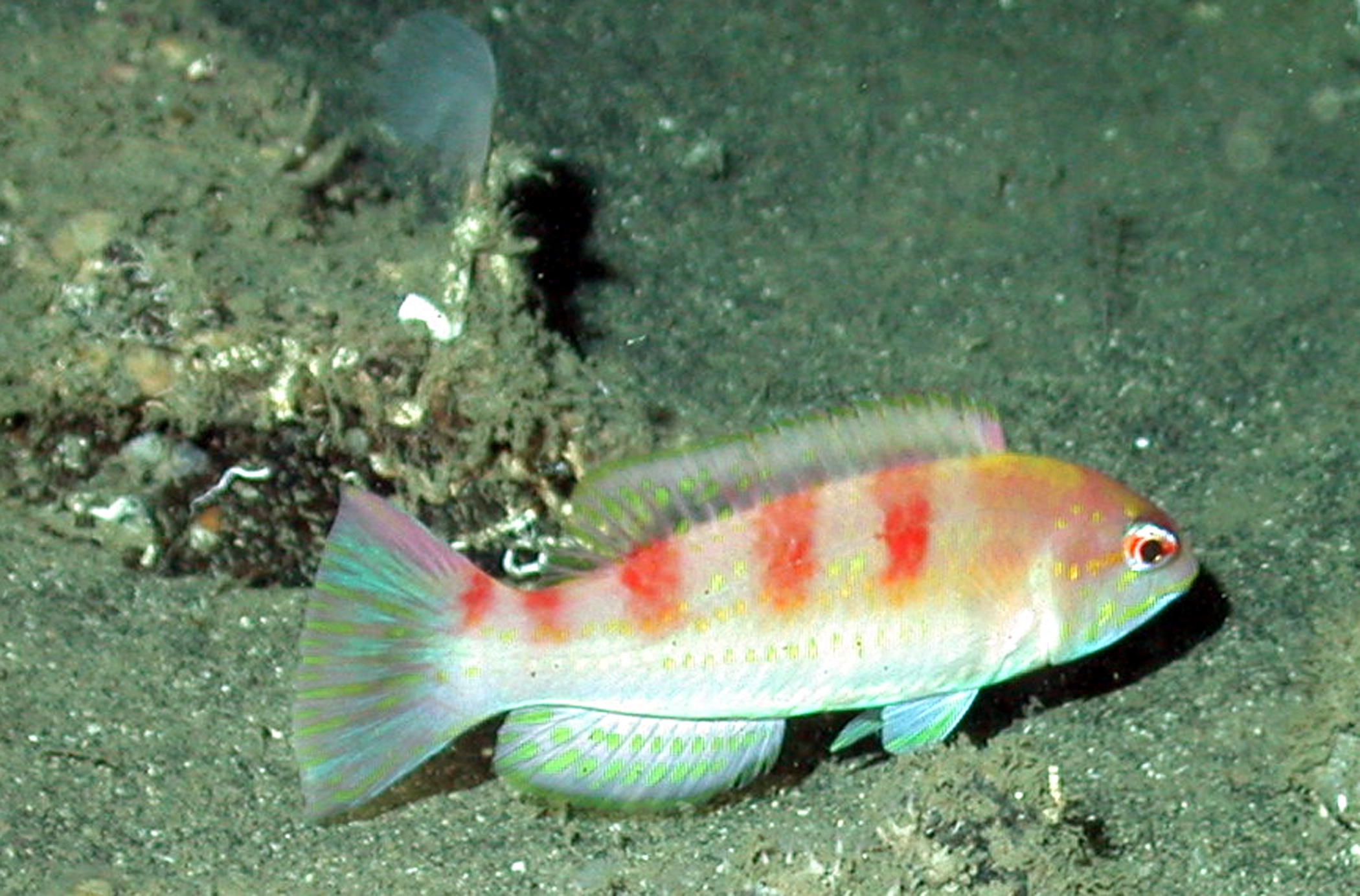
Decodon puellaris
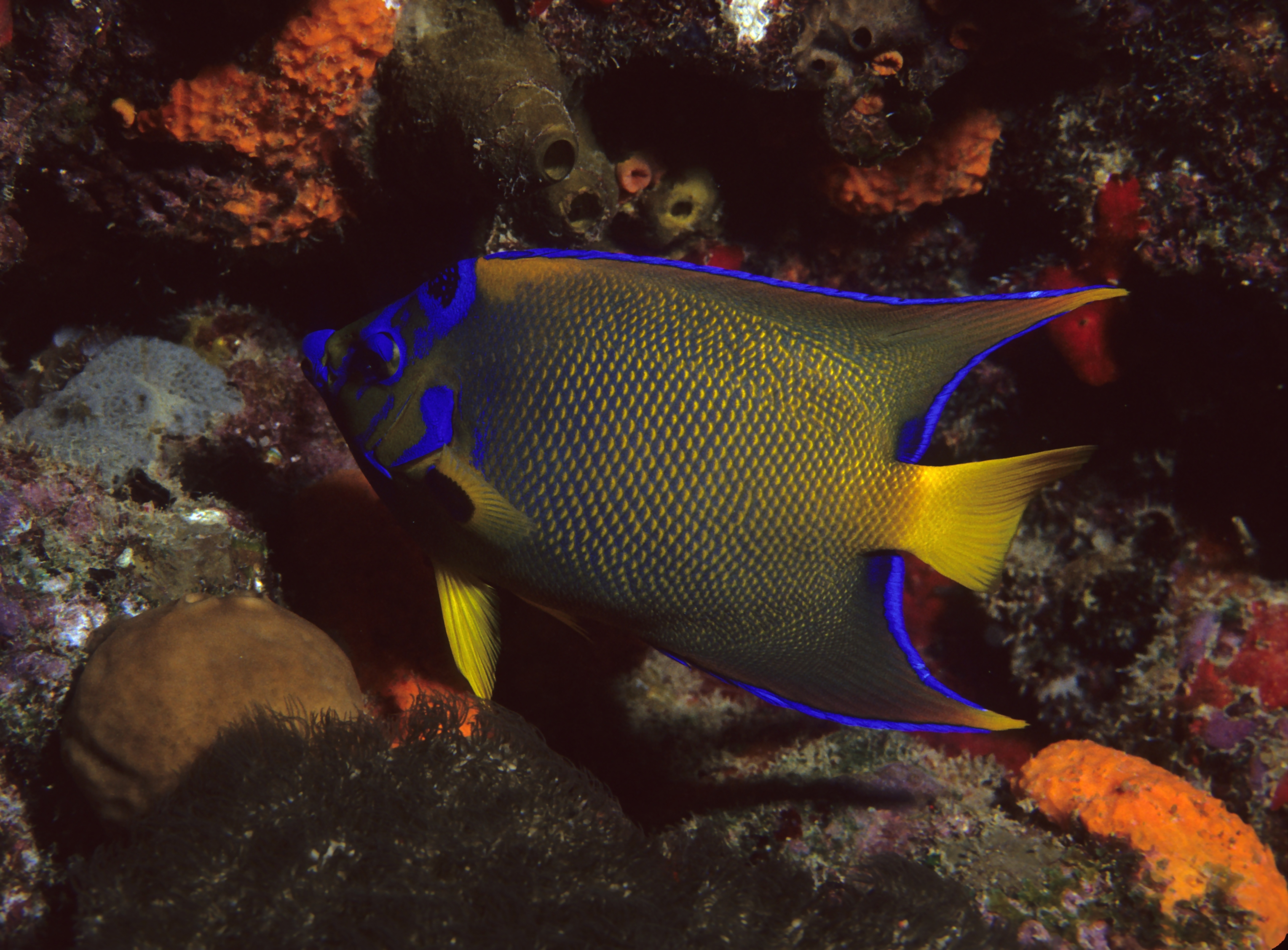
Holacanthus ciliaris
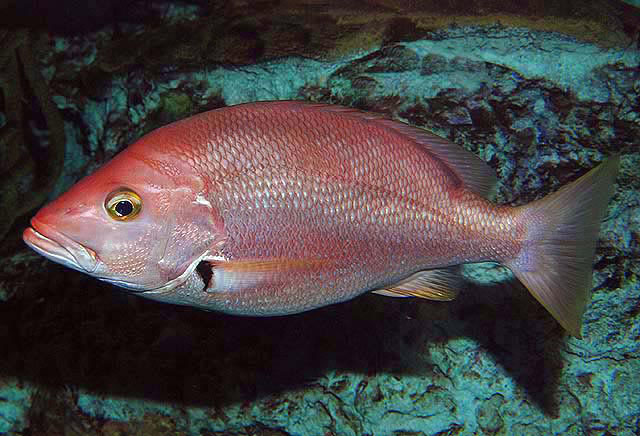
Lutjanus buccanella
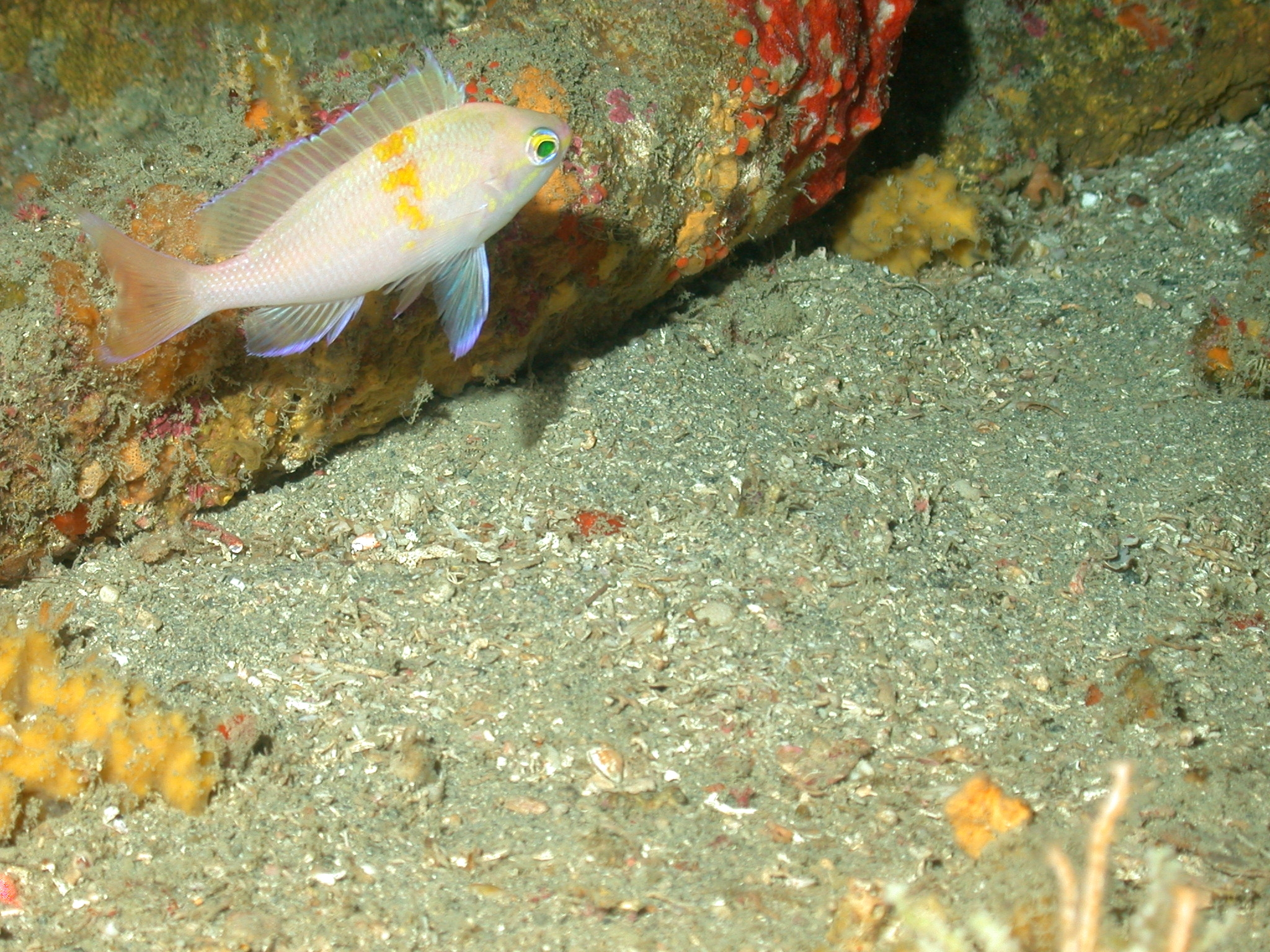
Pronotogrammus martinicensis
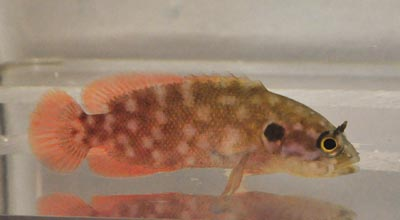
Pseudogramma gregoryi
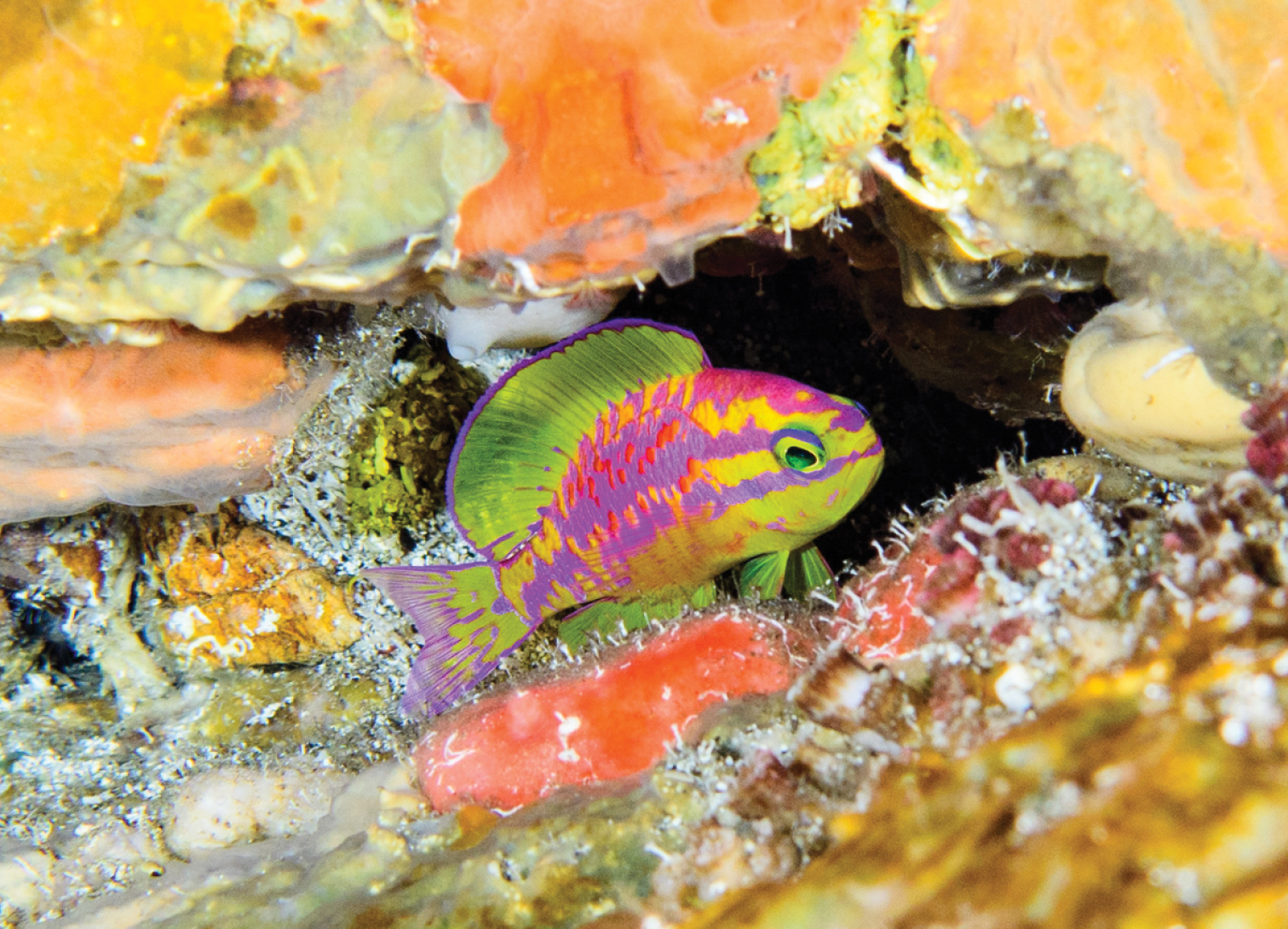
Tosanoides aphrodite